# Emmanuel Villaume
Emmanuel Villaume (Strasbourg, 1964.) francuski je dirigent i muzikolog. Trenutno je umjetnički voditelj Opere u Dallasu te šef dirigent Praške i Slovačke filharmonije.
Svoje glazbeno obrazovanje započeo je na Konzervatoriju u Strasbourgu. Nakon šest godina u konzervatoriju, obrazovanje nastavlja na pariškom sveučilištu Sorbonne, gdje je studirao književnost, filozofiju i muzikologiju. S 21 godinom postao je voditelj i dramaturg operne kuće u Elzasu (Opéra national du Rhin). Tamo se upoznao sa Spirosom Argirisom, voditeljem i organizatorom opernog festivala Festival dei Due Mondi u Spoletu i počeo dirigirati, te je ubrzo postao pomoćni dirigent Seijia Ozawe.
Svoj prvi nastup u SAD-u ostvario je na Spoleto festivalu 1990. dirigiranjem Figarovog pira. Zahvaljujući dobroj izvedbi, imenovan je vodteljem i glavnim dirigentom festivala 2000. godine. Na toj poziciji ostao je do 2010. godine. Sa Simfonijskim orkestrom iz Montreala nastupio je u koncertnoj dvorani Carnegie Hall 2002. godine, a u rujnu 2004. dirigirao je i u slavnoj Metropolitan operi Puccinijevu operu Madama Butterfly. Nekoliko puta je nastupio i sa Simfonijskim orkestrom iz Chicaga tijekom 2007. godine. U travnju 2013. imenovan je umjetničkim voditeljem Opere u Dallasu, Teksas. U studenom 2015. produžio je ugovor umjetničkog voditelja s Operom u Dallasu do lipnja 2022. godine.
Dirigirao je francuskim orkestrom Orchestre de Paris u listopadu 2000. godine, prilikom njihova nastupa u Kraljevskoj operi u Londonu. Dirigirao je operu  Les Contes d'Hoffmann. U siječnju 2007. nastupio je u talijanskoj opernoj kući La Fenice u Veneciji dirigirajući operu Giacoma Meyerbeera Il crociato in Egitto. 2008. godine postao je šef dirigent Slovenske filharmonije, i na tom mjestu ostao raditi do polovice 2013. godine. U međuvremenu je postao i šef dirigent Slovačke filharmonije 2009. godine. Na tom mjestu ostaje do kraja akademske sezone 2015./16. U listopadu 2014. Praška filharmonija proglasila ga je svojim četvrtim šefom dirigentom, koji će na toj poziciji ostati tri godine od završetka sezone 2015./16.
Na sveučilištu u Indianapolisu Villaume drži počasni doktorat.

## Vanjske poveznice
- (engl.) Emmanuel Villaume - službena stranica

| Prethodnik:                 | Umjetnički voditelji (šefovi dirigenti) Praške filharmonije Emmanuel Villaume (2015. - u službi) | Nasljednik: |
| Jakub Hrůša (2008. – 2015.) | Umjetnički voditelji (šefovi dirigenti) Praške filharmonije Emmanuel Villaume (2015. - u službi) | —           |